# Jordanische Davis-Cup-Mannschaft
Die jordanische Davis-Cup-Mannschaft ist die Tennisnationalmannschaft Jordaniens, die das Land im Davis Cup vertritt.

## Geschichte
Jordanien nahm 1989 erstmals am Davis Cup teil. Die Mannschaft spielte bis 1993 in der Kontinentalgruppe II der Ozeanien-/Asienzone, ehe der erste Abstieg erfolgte. Erfolgreichster Spieler ist Ahmed Ibrahim Ahmad Alhadid mit 40 Siegen bei insgesamt 54 Teilnahmen. Er ist damit auch Rekordspieler.